# 戈貝阿
戈貝阿（西班牙語：Gobea），是巴拿馬的城鎮，位於該國中部，由科隆省的多諾索區負責管轄，面積52.1平方公里，海拔高度8米，2010年人口794，人口密度每平方公里15.2人。